# Бардіна Клавдія Платонівна
Клавдія Платонівна Бардіна (1921, село Плішкіно, тепер Єловського району Пермського краю, Російська Федерація — ?) — радянська державна діячка, головний агроном Больше-Учинського районного відділу сільського господарства Удмуртської АРСР. Депутат Верховної ради СРСР 3-го скликання.

## Життєпис
Народилася в родині селянина-середняка. У 1939 році закінчила вісім класів Дубровської середньої школи. З 1939 по 1942 рік навчалася на рільницькому відділенні Сарапульського сільськогосподарського технікуму Удмуртської АРСР.
У 1942—1944 роках — дільничний агроном, у 1944—1945 роках — старший агроном Больше-Учинської машинно-тракторної станції (МТС) Удмуртської АРСР.
У 1945—1949 роках — агроном насіннєвого колгоспу «Красная поляна» Больше-Учинського району Удмуртської АРСР.
Член ВКП(б) з 1946 року. Обиралася секретарем первинної партійної організації колгоспу «Красная поляна» Больше-Учинського району.
З червня 1949 року — головний агроном Больше-Учинського районного відділу сільського господарства Удмуртської АРСР.
Подальша доля невідома.

## Нагороди
- медаль «За доблесну працю у Великій Вітчизняній війні 1941—1945 рр.»
- медалі